# تي-موبايل ماي توج 4G سلايد
تي-موبايل ماي توج 4G سلايد (بالإنجليزية: T-Mobile myTouch 4G Slide)‏ هو هاتف ذكي من إتش تي سي يعمل بنظام أندرويد، تم طرحه في الأسواق في يوليو 26, 2011.

## الخصائص
- نظام التشغيل: أندرويد
- الكاميرا الأمامية: 1.3 ميجابكسل
- الكاميرا الخلفية: 8 ميجابكسل
- الشاشة: شاشة لمس إل سي دي 480 × 800
- الوزن: 184 غرام
- المعالج: 1.2 جيجا هرتز
- الذاكرة: 768 ميجابايت
- التخزين: 4 جيجابايت